# Timo Horn
Timo Horn (Köln, 12 de maio de 1993) é um futebolista profissional alemão que atua como goleiro. Atualmente joga no Bochum.

## Carreira
Horn passou toda sua juventude nas categorias de base do 1. FC Köln, onde foi integrado ao time B nas temporadas de 2010–11 e 2011–12. Fez sua estreia no time principal na temporada 2012–13 na posição de reserva e durante o ano de 2013 alcançou a titularidade com apenas 20 anos. 
Atualmente é titular absoluto, considerado uma das promessas alemães na posição de goleiro.

## Seleção
Horn foi convocado para as seleções de base sub 17 e sub 22 da Alemanha, não sendo chamado ainda para a seleção principal. Foi convocado por Horst Hrubesch para as Olimpíadas de 2016 no Rio de Janeiro.

## Títulos
Koln
- 2. Bundesliga: 2013–14

Alemanha
- Medalha de Prata nas Olimpíadas do Rio 2016